# Belostoma testaceum
Belostoma testaceum är en insektsart som först beskrevs av Joseph Leidy 1847.  Belostoma testaceum ingår i släktet Belostoma och familjen Belostomatidae. Inga underarter finns listade i Catalogue of Life.